# Formazione degli Alan Parsons Project
Il seguente è un elenco delle varie formazioni del gruppo The Alan Parsons Project.

## Storia
La caratteristica del gruppo di Parsons e Woolfson è stata sempre la ricerca della perfezione con continue sperimentazioni ed innovazioni per non essere mai ripetitivi nelle realizzazioni. Ne è la conferma la continua rotazione dei session man, sia musicisti che cantanti, che nel corso degli anni hanno affiancato su chiamata i due fondatori. Tra gli altri membri che si sono succeduti, si formò uno zoccolo duro composto da Ian Bairnson, Andrew Powell, David Paton, Stuart Elliott, Lenny Zakatek e Chris Rainbow che partecipò a gran parte delle attività del Project, compresa la realizzazione delle raccolte e collaborazioni esterne, come nel caso della colonna sonora del film Ladyhawke e la fondazione del gruppo parallelo dei Keats.
Proprio da questo gruppo di fedelissimi partì Alan Parsons per dare vita, dopo lo scioglimento del Project nel 1990, ai primi tour mondiali con il nome di Alan Parsons Live Project che andarono avanti per altri dieci anni fino al settembre 2001, quando Parsons, trasferitosi in California, decise di trasformare radicalmente il gruppo assumendo artisti statunitensi.

### Leader
- Alan Parsons - produttore, ingegnere del suono e del mixaggio, autore testi e musiche, tastiere, sintetizzatore
- Eric Woolfson - autore testi e musiche, voce, tastiere, pianoforte, sintetizzatore

### Altri membri

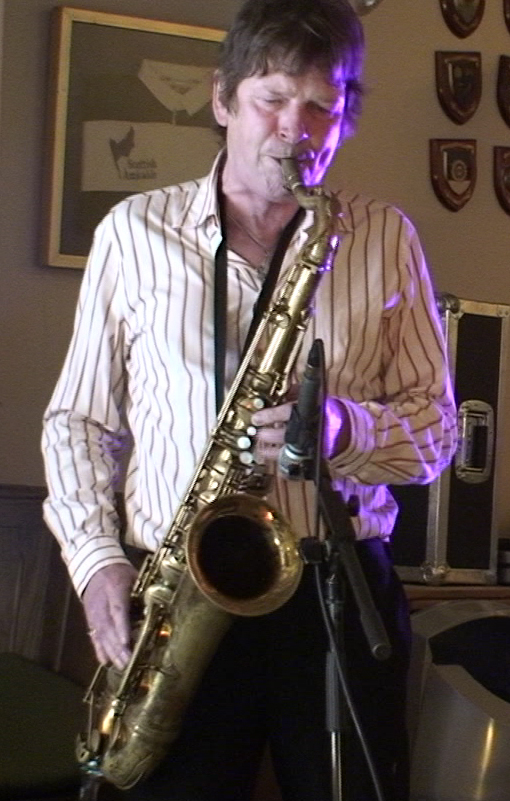
Mel Collins, sassofonista negli album Eye in the Sky (1982) e Ammonia Avenue (1984).

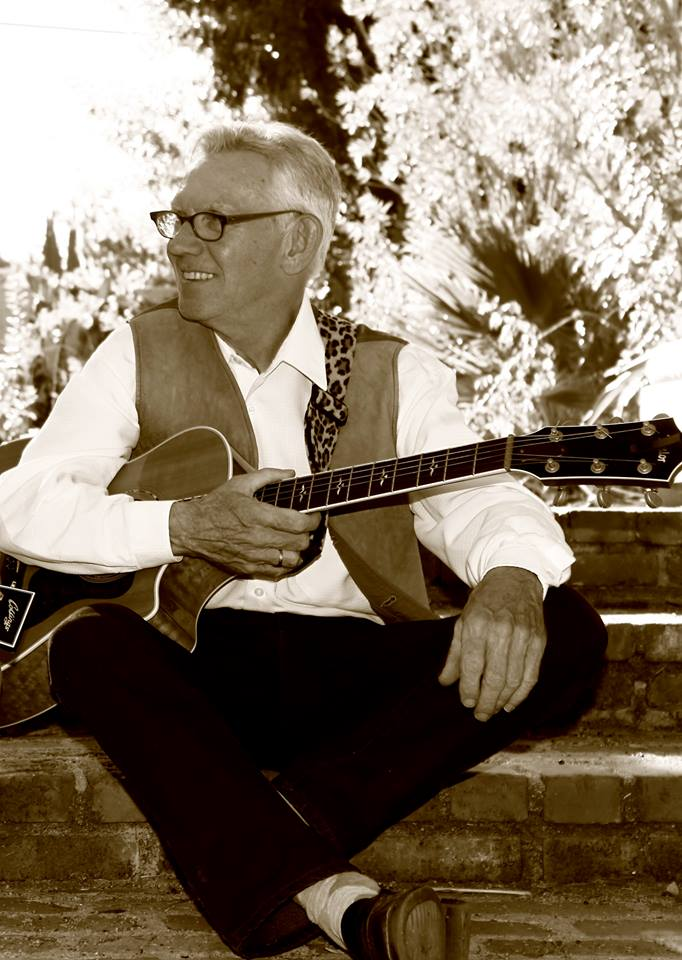
Dean Ford, cantante del Project solo nell'album Pyramid (1978).

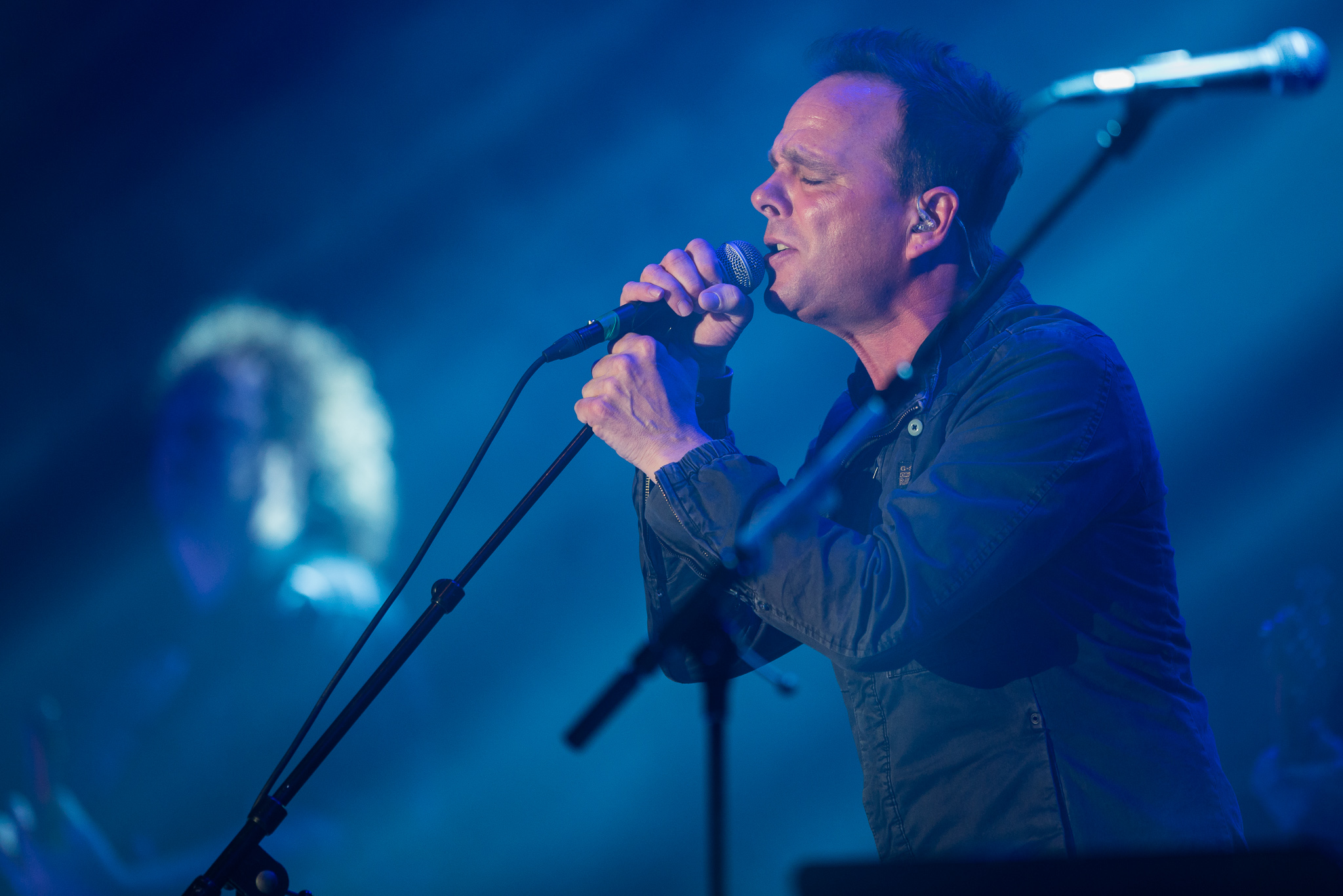
P.J. Olsson nel 2017. Membro del Alan Parsons Live Project dal 2003.

| The Alan Parsons Project               | The Alan Parsons Project                | The Alan Parsons Project | The Alan Parsons Project | The Alan Parsons Project | The Alan Parsons Project           | The Alan Parsons Project | The Alan Parsons Project | The Alan Parsons Project | The Alan Parsons Project | The Alan Parsons Project | The Alan Parsons Project |
| Session Man                            | Tales of Mystery and Imagination (1976) | I Robot (1977)           | Pyramid (1978)           | Eve (1979)               | The Turn of a Friendly Card (1980) | Eye in the Sky (1982)    | Ammonia Avenue (1984)    | Vulture Culture (1985)   | Stereotomy (1986)        | Gaudi (1987)             | Freudiana (1990)         |
| -------------------------------------- | --------------------------------------- | ------------------------ | ------------------------ | ------------------------ | ---------------------------------- | ------------------------ | ------------------------ | ------------------------ | ------------------------ | ------------------------ | ------------------------ |
| Ian Bairnson (chitarra)                |                                         |                          |                          |                          |                                    |                          |                          |                          |                          |                          |                          |
| Andrew Powell (direttore d'orchestra)  |                                         |                          |                          |                          |                                    |                          |                          |                          |                          |                          |                          |
| David Paton (basso)                    |                                         |                          |                          |                          |                                    |                          |                          |                          |                          |                          |                          |
| Stuart Elliott (batteria)              |                                         |                          |                          |                          |                                    |                          |                          |                          |                          |                          |                          |
| Lenny Zakatek (voce)                   |                                         |                          |                          |                          |                                    |                          |                          |                          |                          |                          |                          |
| Chris Rainbow (voce)                   |                                         |                          |                          |                          |                                    |                          |                          |                          |                          |                          |                          |
| John Miles (voce)                      |                                         |                          |                          |                          |                                    |                          |                          |                          |                          |                          |                          |
| Colin Blunstone (voce)                 |                                         |                          |                          |                          |                                    |                          |                          |                          |                          |                          |                          |
| Jack Harris (voce, cori)               |                                         |                          |                          |                          |                                    |                          |                          |                          |                          |                          |                          |
| Richard Cottle (sintetizzatore, sax)   |                                         |                          |                          |                          |                                    |                          |                          |                          |                          |                          |                          |
| Duncan Mackay (tastiere, synth)        |                                         |                          |                          |                          |                                    |                          |                          |                          |                          |                          |                          |
| John Leach (cimbalom, kantele)         |                                         |                          |                          |                          |                                    |                          |                          |                          |                          |                          |                          |
| Stuart Tosh (batteria)                 |                                         |                          |                          |                          |                                    |                          |                          |                          |                          |                          |                          |
| Dave Townsend (voce)                   |                                         |                          |                          |                          |                                    |                          |                          |                          |                          |                          |                          |
| Graham Dye (voce)                      |                                         |                          |                          |                          |                                    |                          |                          |                          |                          |                          |                          |
| Elmer Gantry (voce)                    |                                         |                          |                          |                          |                                    |                          |                          |                          |                          |                          |                          |
| Mel Collins (sassofono)                |                                         |                          |                          |                          |                                    |                          |                          |                          |                          |                          |                          |
| John Wallace (Ottavino)                |                                         |                          |                          |                          |                                    |                          |                          |                          |                          |                          |                          |
| Laurence Cottle (basso)                |                                         |                          |                          |                          |                                    |                          |                          |                          |                          |                          |                          |
| Leo Sayer (voce)                       |                                         |                          |                          |                          |                                    |                          |                          |                          |                          |                          |                          |
| Eric Stewart (voce)                    |                                         |                          |                          |                          |                                    |                          |                          |                          |                          |                          |                          |
| Kiki Dee (voce)                        |                                         |                          |                          |                          |                                    |                          |                          |                          |                          |                          |                          |
| Gary Howard (voce)                     |                                         |                          |                          |                          |                                    |                          |                          |                          |                          |                          |                          |
| Marti Webb (voce)                      |                                         |                          |                          |                          |                                    |                          |                          |                          |                          |                          |                          |
| Frankie Howerd (voce)                  |                                         |                          |                          |                          |                                    |                          |                          |                          |                          |                          |                          |
| The Flying Pickets (voce)              |                                         |                          |                          |                          |                                    |                          |                          |                          |                          |                          |                          |
| Geoff Barradale (voce)                 |                                         |                          |                          |                          |                                    |                          |                          |                          |                          |                          |                          |
| John Heley (violoncello)               |                                         |                          |                          |                          |                                    |                          |                          |                          |                          |                          |                          |
| David Cripp (corno francese)           |                                         |                          |                          |                          |                                    |                          |                          |                          |                          |                          |                          |
| Bob Howes (timpani, dir. di coro)      |                                         |                          |                          |                          |                                    |                          |                          |                          |                          |                          |                          |
| Gary Brooker (voce)                    |                                         |                          |                          |                          |                                    |                          |                          |                          |                          |                          |                          |
| Steve Dye (cori)                       |                                         |                          |                          |                          |                                    |                          |                          |                          |                          |                          |                          |
| Haydn Bendall (tastiere)               |                                         |                          |                          |                          |                                    |                          |                          |                          |                          |                          |                          |
| Clare Torry (voce)                     |                                         |                          |                          |                          |                                    |                          |                          |                          |                          |                          |                          |
| Lesley Duncan (voce)                   |                                         |                          |                          |                          |                                    |                          |                          |                          |                          |                          |                          |
| Dean Ford (voce)                       |                                         |                          |                          |                          |                                    |                          |                          |                          |                          |                          |                          |
| Phil Kenzie (sassofono)                |                                         |                          |                          |                          |                                    |                          |                          |                          |                          |                          |                          |
| Olive Simpson (cori)                   |                                         |                          |                          |                          |                                    |                          |                          |                          |                          |                          |                          |
| Peter Straker (voce)                   |                                         |                          |                          |                          |                                    |                          |                          |                          |                          |                          |                          |
| Steve Harley (voce)                    |                                         |                          |                          |                          |                                    |                          |                          |                          |                          |                          |                          |
| Jaki Whitren (voce)                    |                                         |                          |                          |                          |                                    |                          |                          |                          |                          |                          |                          |
| Allan Clarke (voce)                    |                                         |                          |                          |                          |                                    |                          |                          |                          |                          |                          |                          |
| Hilary Western (voce soprano)          |                                         |                          |                          |                          |                                    |                          |                          |                          |                          |                          |                          |
| Brian John Cole (steel guitar)         |                                         |                          |                          |                          |                                    |                          |                          |                          |                          |                          |                          |
| Tony Rivers (cori)                     |                                         |                          |                          |                          |                                    |                          |                          |                          |                          |                          |                          |
| John Perry (cori)                      |                                         |                          |                          |                          |                                    |                          |                          |                          |                          |                          |                          |
| Stuart Salver (cori)                   |                                         |                          |                          |                          |                                    |                          |                          |                          |                          |                          |                          |
| Arthur Brown (voce)                    |                                         |                          |                          |                          |                                    |                          |                          |                          |                          |                          |                          |
| Terry Sylvester (voce)                 |                                         |                          |                          |                          |                                    |                          |                          |                          |                          |                          |                          |
| Joe Puerta (basso)                     |                                         |                          |                          |                          |                                    |                          |                          |                          |                          |                          |                          |
| Les Hurdle (basso)                     |                                         |                          |                          |                          |                                    |                          |                          |                          |                          |                          |                          |
| Billy Lyall (pianoforte, batteria)     |                                         |                          |                          |                          |                                    |                          |                          |                          |                          |                          |                          |
| Burleigh Drummond (batteria)           |                                         |                          |                          |                          |                                    |                          |                          |                          |                          |                          |                          |
| Christopher North (tastiere)           |                                         |                          |                          |                          |                                    |                          |                          |                          |                          |                          |                          |
| Darryl Runswick (contrabbasso)         |                                         |                          |                          |                          |                                    |                          |                          |                          |                          |                          |                          |
| Laurence Juber (chitarra acustica)     |                                         |                          |                          |                          |                                    |                          |                          |                          |                          |                          |                          |
| Kevin Peek (chitarra acustica)         |                                         |                          |                          |                          |                                    |                          |                          |                          |                          |                          |                          |
| David Snell (arpa)                     |                                         |                          |                          |                          |                                    |                          |                          |                          |                          |                          |                          |
| Francis Monkman (clavicembalo, organo) |                                         |                          |                          |                          |                                    |                          |                          |                          |                          |                          |                          |
| Hugo D'Alton (mandolino)               |                                         |                          |                          |                          |                                    |                          |                          |                          |                          |                          |                          |
| Jane Powell (cori)                     |                                         |                          |                          |                          |                                    |                          |                          |                          |                          |                          |                          |
| David Pack (Chitarra)                  |                                         |                          |                          |                          |                                    |                          |                          |                          |                          |                          |                          |

### Formazione 1994-2001 (Alan Parsons Live Project)
- Alan Parsons - tastiere, chitarra, voce
- Ian Bairnson - chitarre
- Richard Cottle - sintetizzatore, sassofono
- Andrew Powell - direttore d'orchestra
- Stuart Elliott - batteria
- Jeremy Meek - basso, cori
- Chris Thompson - voce
- Gary Howard - voce

### Formazione 2002-2003 (Alan Parsons Live Project)
- Alan Parsons - tastiere, voce, chitarra
- Kip Winger - voce
- Godfrey Townsend - chitarra
- Steve Murphy - batteria
- John Montagna - basso
- Manny Focarazzo - tastiere

### Formazione 2003-2013 (Alan Parsons Live Project)
- Alan Parsons - tastiere, voce, chitarra
- P.J Olsson - voce
- Godfrey Townsend - chitarra
- Steve Murphy - batteria
- John Montagna - basso
- Manny Focarazzo - tastiere

### Formazione 2014-2017 (Alan Parsons Live Project)
- Alan Parsons – tastiere, voce, chitarra
- P.J. Olsson –voce, chitarra acustica
- Alastair Greene - chitarra, voce
- Danny Thompson - batteria, voce
- Guy Erez - basso, voce
- Tom Brooks - tastiere
- Todd Cooper - sassofono, chitarra, percussioni, voce

### Formazione 2017-oggi (Alan Parsons Live Project)
- Alan Parsons - voce, tastiere, chitarra
- P.J. Olsson - voce, chitarra acustica, basso, tastiere
- Dan Tracey - chitarra, voce
- Jeff Kollman - chitarra, voce
- Danny Thompson - batteria, percussioni
- Guy Erez - basso
- Tom Brooks - tastiere
- Todd Cooper - sassofono, flauto, voce